# Atypichthys latus
Atypichthys latus és una espècie de peix pertanyent a la família dels kifòsids.

## Descripció
- Pot arribar a fer 30 cm de llargària màxima (normalment, en fa 20).[2][3]

## Hàbitat
És un peix marí, bentopelàgic i de clima temperat.

## Distribució geogràfica
Es troba al Pacífic sud-occidental: Nova Zelanda i les illes Kermadec, de Lord Howe i Norfolk.

## Observacions
És inofensiu per als humans.